# Eichelhof (Dietfurt an der Altmühl)
Die Einöde Eichelhof ist ein Gemeindeteil der Stadt Dietfurt an der Altmühl im Landkreis Neumarkt in der Oberpfalz in Bayern.

## Lage
Eichelhof liegt auf dem östlichen Arzberg der südlichen Frankenalb im Naturpark Altmühltal, zu erreichen von Töging aus über die Eichelhofer Straße.

## Geschichte
Im 16. Jahrhundert war der zum Hochstift Eichstätt gehörende und dem Oberamt Hirschberg-Beilngries unterstehende Hof in Besitz des Hans Christof von Ödenberg. Nach ihm war er in Besitz der Stadt Nürnberg und danach in Besitz des Benediktinerklosters Plankstetten. 1553 kaufte Wolf Ulrich von Ödenberg den Hof vom Kloster Plankstetten auf. Bereits 1584 verkaufte er ihn wieder, und zwar an den Eichstätter Bischof Martin von Schaumberg. Im 17. oder 18. Jahrhundert wurde der „Aichlhof“ durch die Bischöfliche Regierung in Eichstätt in zwei „Halbhöfe“ aufgeteilt, die an bäuerliche Grundholden übergingen. Die Einöde gehörte bis zur Säkularisation 1802 zum Richteramt Töging.
Bei der Säkularisation kam das untere Eichstätter Hochstift, zu dem das Richteramt Töging und damit auch der Weiler Eichelhof gehörte, 1802 an Großherzog Erzherzog Ferdinand III. von Toskana und 1806 an das Königreich Bayern. 1809 wurde Eichelhof zusammen mit Ottmaring und Töging zum Steuerdistrikt Töging zusammengeschlossen. 
Im Zuge der bayerischen Gebietsreform kam Eichelhof, der sich mit Töging der Gemeinde Dietfurt an der Altmühl anschloss, von dem seit 1879 existierenden, nunmehr aufgelösten oberpfälzischen Landkreis Beilngries in den ebenfalls oberpfälzischen Landkreis Neumarkt in der Oberpfalz.
Kirchlich gehört Eichelhof zur katholischen Pfarrei St. Bartholomäus Töging.